# 히코이마스노미코
히코이마스노미코(일본어: 彦坐王 ?~?[*]가이카 천황(開化天皇) 과 하하츠히메노미코토(姥津媛命)의 3남으로 태어났다. 진구황후(神功皇后)의 고조부이며, 오키나가노스쿠네노미코(息長宿禰王)의 증조부다.

## 가계도

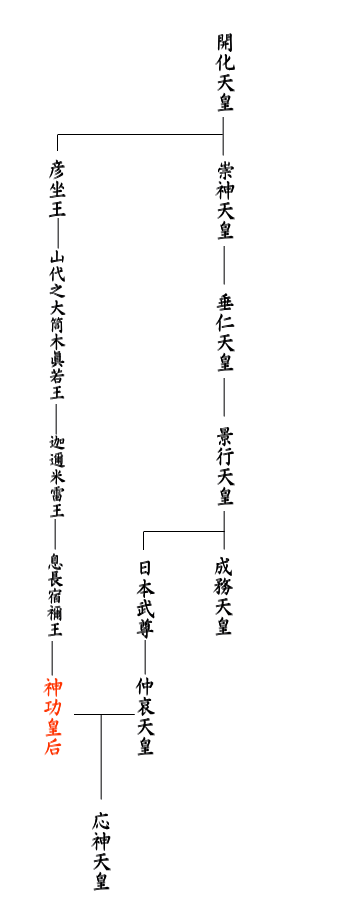
가이카 천황부터 오진 천황의 가계도

## 가족관계
- 부:가이카 천황(開化天皇)
- 모:하하츠히메노미코토(袁祁都比賣命)
- 오케츠히메노미코토(袁祁都比賣命)
  - 아들 야마시로노오오츠츠키마와카노미코(山代之大筒木真若王 ?~?)
  - 아들 히코오스노미코(比古意須王)
  - 아들 이리네노미코(伊理泥王)
  - 아들 사호비코노미코(狭穂彦王 ?~기원전 24)
  - 아들 오자호노미코(袁邪本王 ?~?)
  - 딸 사호히메노미코토(狭穂姫命 ?~기원전 24)스이닌 천황의 황후
  - 아들 무로비코노미코(室毘古王)
  - 아들 타니와노미치누시노미코(丹波道主王 ?~?)
  - 아들 미즈호노마와카노미코(水穂之真若王)
  - 아들 카무노오오네노미코(神大根王)
  - 딸 미즈호노이오요리히메(水穂五百依比賣)
  - 딸 미이츠히메(御井津比賣)
- 사호노오오쿠라미토메(沙本之大闇見戸賣)
  - 아들 오오마타노미코(大俣王)
  - 아들 오마타노미코(小俣王)
  - 아들 시부미노스쿠네노미코(志夫美宿禰王)
- 오키나가노미즈요리히메(息長水依比賣)
- 야마시로노에나츠히메(山代之荏名津比賣)